# 若熱特謝拉州長鎮
10°31′30″S 62°38′38″W / 10.52500°S 62.64389°W
若熱特謝拉州長鎮（葡萄牙語：Governador Jorge Teixeira），是巴西的城鎮，位於該國西北部，由朗多尼亞州負責管轄，始建於1992年2月13日，面積5,067平方公里，海拔高度190米，2010年人口10,513，人口密度每平方公里2.07人。